# Glikokaliks

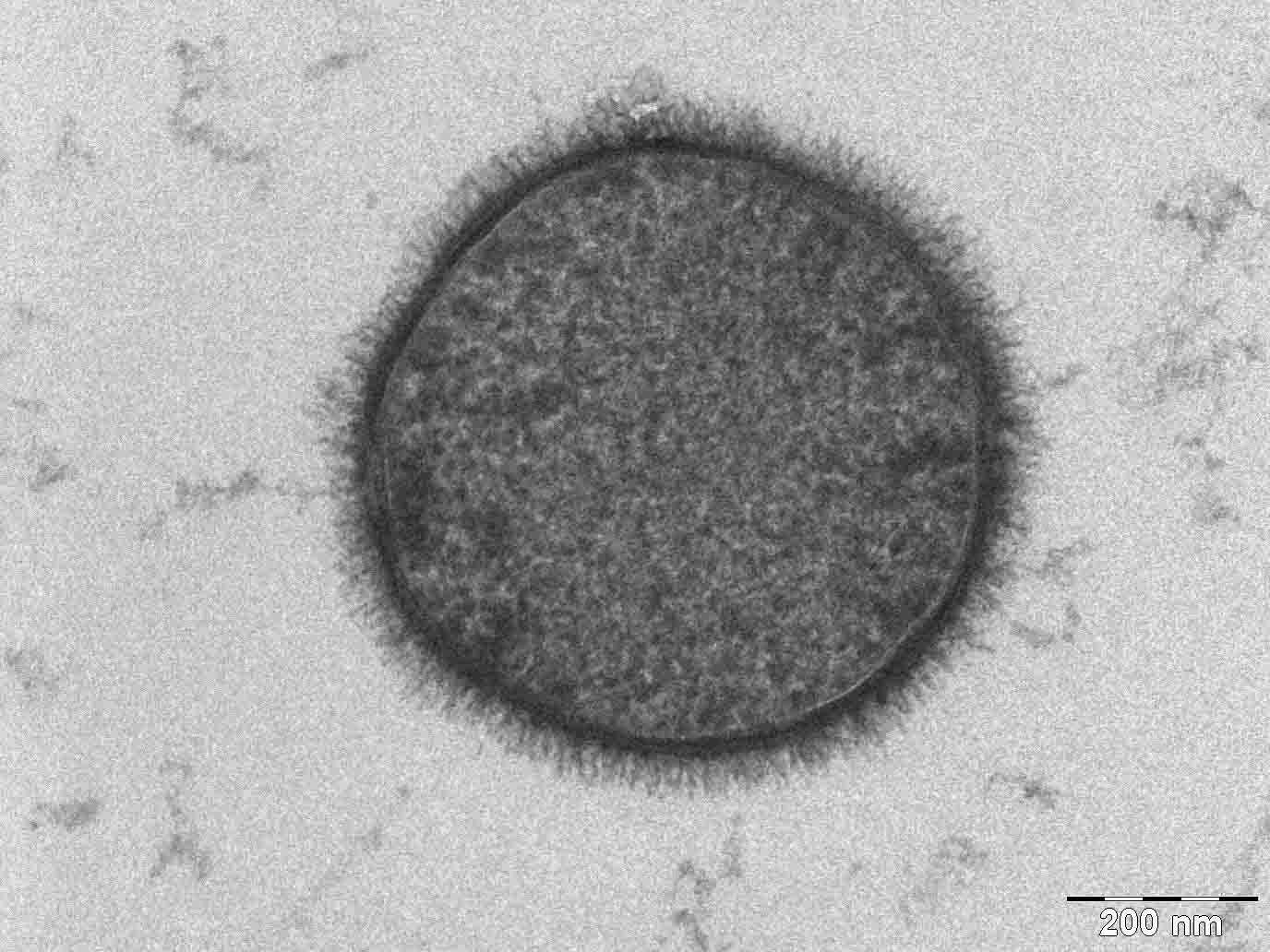
Glikokaliks u laseczki siennej (Bacillus subtillis)

Glikokaliks – węglowodanowa warstwa pokrywająca powierzchnię błon komórkowych komórek zwierzęcych oraz niektórych bakterii i innych komórek. Składa się z: galaktozy, glukozy, glukozoaminy, galaktozaminy, mannozy, fukozy i kwasów sjalowych, które są składnikami glikolipidów oraz glikoproteidów, glikoprotein.
Zabezpiecza powierzchnię komórki przed uszkodzeniami mechanicznymi i chemicznymi, pełni ważne funkcje przy łączeniu się komórek w skupiska oraz przy ich identyfikacji. W dużym stopniu pochłania wodę, co powoduje, że powierzchnia komórki jest śliska, dzięki temu wiele komórek (np. leukocyty) może się prześlizgiwać przez wąskie szczeliny w ścianach naczyń włosowatych. Śliskość powierzchni komórek zapobiega zlepianiu się krwinek czerwonych i przyczepianiu do ścian naczyń krwionośnych. Chroni również komórki jelita przed strawieniem. Glikokaliks różnych typów komórek różni się składem reszt cukrowych i grubością. Składa się głównie z cukrów prostych, które występują zazwyczaj jako boczne łańcuchy związane kowalencyjnie z białkami błonowymi (glikoproteiny) lub lipidami (glikolipidy).
Ponadto obecne są w tej warstwie proteoglikany (związki białkowo-węglowodanowe, syntezowane w komórce, wydzielane na zewnątrz i adsorbowane do powierzchni błony komórkowej). Obecność glikokaliksu na powierzchni błony komórkowej zwiększa jej asymetrię.
Glikokaliks jest warstwą bardzo wrażliwą na każdą fizjologiczną zmianę komórki. Jego funkcje nie są do końca poznane. Przypuszcza się, że odpowiada za:
- kotwiczenie białek transbłonowych w dwuwarstwie lipidowej błony zapobiega ich wypadnięciu do cytoplazmy komórki
- odgrywają rolę sygnałów kierujących białka transbłonowe do miejsca ich przeznaczenia w błonie komórkowej
- charakterystyczny dla każdej komórki skład i konfiguracja reszt cukrowych są odpowiedzialne za wzajemne rozpoznawanie się komórek w procesie rozwoju organizmu i w czasie jego całego życia.